# مرافق تشخيصي
المرافق التشخيصي (بالإنجليزية: Companion diagnostic)‏ هو اختبار تشخيصي يستعمل مرافقا لدواء أو علاج ما لبيان فائدته أو قابلية استعماله لمريض ما. استعملت هذه التقنية لتطوير أدوية واستعمالها في علاج مبنى على أساس فردي. وقد استفاد علم الصيدلة الجيني من المرافق التشخيصي في اختيار العلاج المناسب للمريض.
أما تعريف إدارة الغذاء والدواء الأمريكية للمرافق التشخيصي أنه جهاز طبي، غالبا ما يكون الجهاز في المختبر، وهو يوفر معلومات لا غنى عنها من أجل الاستعمال الآمن والفعال الخاص بالدواء أو المنتج البيولوجي. يساعد مقدمي الرعاية الصحية لبيان ما إذا كانت فوائد منتج علاجي معين للمريض سوف تفوق أي آثار جانبية خطيرة أو مخاطر محتملة.
يشارك المرافق التشخيصي في تطوير أدوية من خلال اختيار أو استبعاد جماعات المرضى لتلقي العلاج بهذا الدواء على أساس الخصائص البيولوجية التي تحدد المستجيبين وغير المستجيبين للعلاج.
يطور التشخيص الرفيق بناء على المؤشرات الحيوية المرافقة، تساعد هذه المؤشرات الحيوية على التنبؤ المستقبلي حول الاستجابة المحتملة أو السمية الشديدة.